# 坂本花織
坂本 花織（さかもと かおり、2000年4月9日 - ）は、日本のフィギュアスケート選手（女子シングル）。2022年北京オリンピック個人戦銅メダリスト、団体戦銀メダリスト。世界選手権3連覇（2022年、2023年、2024年）、2023年グランプリファイナル優勝、2018年四大陸選手権優勝。
兵庫県神戸市出身。4歳でスケートを始め、ジュニア時代にはジュニアグランプリファイナルや世界ジュニア選手権などの国際大会で表彰台に上った。2017年にシニアクラスに移行するとグランプリシリーズや全日本選手権で結果を残し、2018年平昌オリンピックの代表2枠のうちの1人に選出された（結果は6位入賞）。
2022年北京オリンピックでは、当時メダル有力候補とされていたカミラ・ワリエワを上回り銅メダルを獲得したほか、日本フィギュア界史上初となる団体戦でのメダル獲得に貢献した。同年、ロシアによるウクライナ侵攻の影響でロシアの選手が国際大会出場停止になる中、自身初の世界選手権優勝を達成。2023年には日本選手史上初となる世界選手権2連覇、2024年には女子シングルでは1968年大会のペギー・フレミング以来56年ぶりとなる世界選手権3連覇を達成した。

## 人物
兵庫県出身。神戸市立なぎさ小学校、神戸市立渚中学校、神戸野田高等学校を卒業後、2019年に神戸学院大学経営学部に入学。2023年には同大学を卒業している。マネジメントはIMG TOKYO。姉が2人いる。
2003年のNHK連続テレビ小説『てるてる家族』で主人公の姉がフィギュアスケート選手だったのを見て興味を持ち、4歳でスケートを始めた。
特技は水泳と長距離走。憧れの選手は鈴木明子で、ライバルとして同じく神戸市出身で1つ年上の三原舞依の名前を挙げている。性格は負けず嫌い、明るい、面白い。フィギュアスケート界では珍しい「お笑いキャラ」で、ボケとツッコミが激しく、誰かがボケたのをすぐに拾ってツッコむ。演技後のガッツポーズもフィギュア選手の中では珍しい。また、キスアンドクライでのコーチとの愛情あふれるやり取りは「漫才」とも言われており、コーチから毎回「脚、ぱしっとね」や、「脚は閉じましょう」と指摘されるのがファンの間で知られている。。
同学年の樋口新葉と仲が良く、北京オリンピックの代表選考がかかった全日本選手権では、ショートの6分間練習前に談笑して緊張をほぐし合ったり、フリー前には「一緒に逃げ切ろう」「行こう」と声を掛け合って励まし合いをしていた。
神戸市営地下鉄海岸線の各駅には、海岸線開業にあたって神戸市交通局が募集した2000年生まれの赤ちゃんの「手形・足形タイル」が飾られており、 新長田駅には自身の赤ちゃん時代の手形足形が飾られている。
2017年10月2日、地元神戸市に本社を置くシスメックス株式会社との所属契約を締結。

## 経歴

### ノービス時代
2012–13シーズン、全日本ノービス選手権Aクラスで優勝し、招待選手として初出場となった全日本ジュニア選手権で9位となった。2013年3月には初めての国際大会である2013年トリグラフトロフィーに出場し、2位となる。2013年4月に日本で開催された世界国別対抗戦のエキシビションに全日本ノービスA優勝者として招待され演技を披露した。

### ジュニア時代

#### 2013–14シーズン
2013–14シーズンからジュニアクラスに移行し、アジアフィギュア杯のジュニアクラスで優勝する。ジュニアグランプリシリーズに初参戦し、チェコスケートに出場し6位となった。全日本ジュニア選手権では6位に入り、ジュニア招待選手として初出場となった全日本選手権では15位に終わった。チャレンジカップではジュニアクラスで優勝した。

#### 2014–15シーズン
2014–15シーズン、日本開催であるジュニアグランプリメ～テレ杯に出場し7位となる。全日本ジュニア選手権ではショートプログラム4位からフリーで3位となり、総合で樋口新葉に続く2位に入った。全日本選手権では6位に入り、世界ジュニア選手権の代表に選出された。初出場となった世界ジュニア選手権ではショートプログラムで4位につけ、フリーで6位となり総合6位に入った。

#### 2015–16シーズン
2015–16シーズン、アジアフィギュア杯のシニアクラスに出場し3位に入る。ジュニアグランプリシリーズのリガ杯では、ショートプログラム・フリーともにパーソナルベストを更新し2位、続くコペルニクススターズでは4位となった。全日本ジュニア選手権では5位となる。全日本選手権では13位となり、リレハンメルユースオリンピックでは6位に入った。4月18日には須本光希とともに台湾選手権にゲスト出演し、フリーを披露した。

#### 2016–17シーズン：世界ジュニア選手権銅メダル
2016–17シーズン、ジュニアグランプリシリーズのサン・ジェルヴェで2位、続く横浜大会で優勝しジュニアグランプリファイナル進出を決めた。初出場のジュニアグランプリファイナルでは銅メダルを獲得した。全日本ジュニア選手権では初優勝を飾った。4度目の出場となった全日本選手権では7位となり、世界ジュニア選手権の代表およびアジア冬季競技大会の補欠に選出された。アジア冬季競技大会では宮原知子がケガで欠場となり、補欠として繰り上がり出場の予定であったが、インフルエンザのため欠場となった。2回目の出場となった世界ジュニア選手権では、ショートプログラム・フリーともにパーソナルベストを更新して銅メダルを獲得した。

### シニア時代

#### 2017–18シーズン：四大陸選手権優勝、平昌オリンピック6位入賞

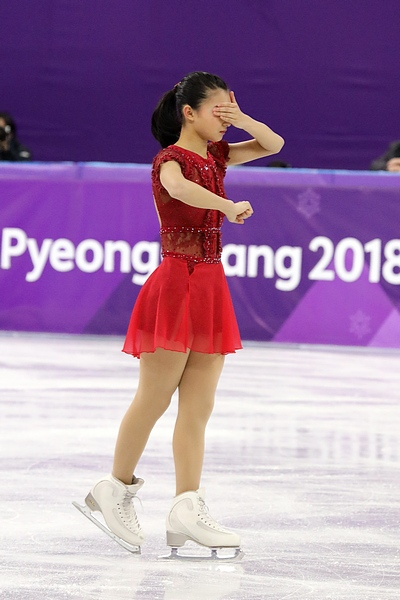
2018年平昌オリンピックにて

2017–18シーズン、ショートプログラムの3本のジャンプを基礎点が1.1倍となる後半に固め、フリーでも7本中5本を後半に飛ぶ高難度の構成に挑戦。シニア国際大会デビュー戦となったアジアフィギュア杯で優勝。ISUチャレンジャーシリーズのUSインターナショナルクラシックでは、ショートプログラム・フリーともにミスが出て4位。全日本選手権の出場を目指す近畿選手権で、参考記録ながら自身初の200点超えとなる201.15点を獲得して優勝した。ISUグランプリシリーズに初参戦し、ロステレコム杯ではフリーにミスが出て5位となる。続くスケートアメリカでは、ショートプログラムはスピンで僅かなミスが出るも自己ベストを更新し2位、フリーではミスなくまとめ自己ベストを大きく更新し2位につけた。トータルでも210.59点を獲得し、ISU公認大会初の200点越えを果たし2位表彰台と大きな飛躍を遂げた大会となった。平昌オリンピックの代表選考がかかった全日本選手権ではショートプログラムで自己ベストとなる73.59をマーク。大会3連覇中であった宮原知子を抑え首位発進となる。最終滑走で迎えたフリーでもほぼノーミスで演技を終え、大会4連覇達成の宮原に次ぐ総合2位に。それまで五輪代表有力候補とみられた樋口新葉や三原舞依らをかわして、平昌オリンピック・女子シングル日本代表2枠を、優勝の宮原と共に勝ち取った。同じく初選出された四大陸選手権では、同じ日本代表の宮原・三原を抑え初優勝を飾った。
平昌五輪・団体戦はフリーに出場した。冒頭のコンビネーションジャンプにミスが出たが、後半のジャンプでリカバリーするなどで本領発揮。しかし思うように得点が伸びず5位、日本代表も前大会と同じく総合5位に留まった。個人戦のショートプログラムでは、後半に集めた全てのジャンプ決め、ステップ、スピンでもレベル4を獲得するなど完璧な演技を見せ、自己ベストを更新する73.18点で5位発進。フリーでは、終盤での3回転ループの着氷でバランスを乱したものの、それ以外は大崩れせずにまとめて6位。総合でも堂々の6位入賞を果たし、シニア1年目で初のオリンピックは、目標の一桁順位を大きく上回る健闘を見せた。演技後「次は自信を持って臨めると思います。4年間やりこんでパーフェクトにしたいです」と4年後を見据えた。

#### 2018–19シーズン：全日本選手権初優勝

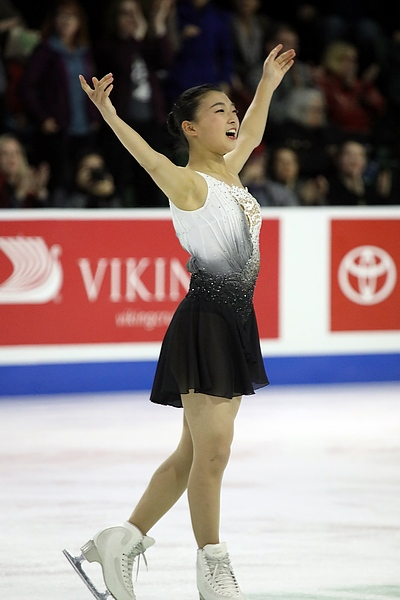
2018年スケートアメリカにて

初戦のロンバルディア杯やジャパンオープンで満足のいく演技ができず、不安が残る中でグランプリシリーズを迎えた。1戦目のスケートアメリカでは、ショートプログラム・フリーともに大きなミスなく滑り切り、総合2位となった。2戦目のフィンランド大会ではショートプログラム冒頭、連続ジャンプの1本目で転倒、演技後半の3回転ループに3回転トウループを付けリカバリーを試みるも、そこでも転倒してしまい、7位と大きく出遅れた。フリーでは、3回転ルッツの踏切エラー以外はミスのない演技を披露し総合3位、2大会連続表彰台を達成した。この結果により、自身初のグランプリファイナル進出を決めた。グランプリファイナルではショートプログラムで4位発進。フリーでは、演技後半の3連続ジャンプで転倒したものの、フィンランド大会の記録を超える141.45点をマークし、総合4位に入った。
12月に行われた全日本選手権では、ショートプログラムで自己ベストとなる75.65点をマークして2位につけると、前年と同じ最終滑走で迎えたフリーでも自己ベストの152.36点をマーク。総合228.01点を叩き出し、4連覇中の宮原知子、グランプリファイナル覇者の紀平梨花らをかわして初の全日本女王に輝いた。四大陸選手権では、ショートプログラムで自己ベストの73.36点を叩き出し2位につけるも、フリーで得点源の3連続ジャンプが抜けるミスを犯し、総合では206.79点の4位に終わった。初優勝を目指した世界選手権では、ショートプログラムで76点を超える高得点を叩き出しアリーナ・ザギトワに次ぐ2位につけたが、フリーで後半の3回転フリップが1回転に抜けるミスがあり、総合5位まで順位を落とした。国別対抗戦に出場し、ショートプログラムで世界選手権で出した自己ベストをさらに上回り3位となる。フリーでは細かいミスが目立ったものの再び自己ベストを更新し3位。日本チームは銀メダルとなり二連覇を逃した。

#### 2019–20シーズン

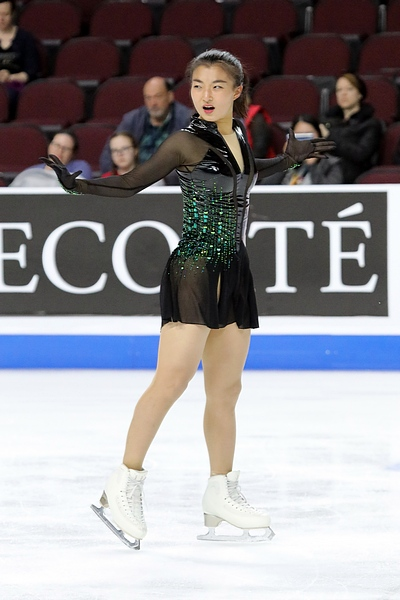
2019年スケートアメリカにて

初戦のネペラ杯では2位に入ったものの納得のいく演技ではなかった。さらに、9月ごろに痛めた左足首が完治しない中でグランプリシリーズを迎えることとなった。1戦目のスケートアメリカでは、ショートプログラムで大きなミスなく滑り2位発進となるがフリーで、3回転のフリップとサルコウが2回転になるなどのミスがあり、総合では200点を超えるスコアをマークしたが4位と表彰台を逃し、2年連続のファイナル進出は厳しくなった。2戦目のフランス杯では、ショートプログラムで2回転アクセルを転倒し64.08点で6位と出遅れる。巻き返しを狙ったフリーは、大きなミスなく滑りきるも、3つの3回転ジャンプで回転不足を取られて135.16点で4位。総合でも199.24点で4位と、2年連続のファイナル進出は叶わなかった。連覇を狙った全日本選手権はショートプログラムで僅かなミスが出るものの69.95点で3位につける。しかし逆転を狙ったフリーでは、5つのジャンプが回転不足となるほか演技全体に乱れが出て7位。総合は188.26点でシニア転向後ワーストの6位となり、連覇と3年連続の表彰台を逃した。それでも過去の実績が評価されて四大陸選手権の代表に選出された。
2月に行われた冬季国体では、フリーで4回転トウループに初挑戦して転倒したもののその他はミスのない演技で非公認ながら225.95点で自己ベストを更新した。そして1週間後の四大陸選手権では、ショートプログラムで3回転ループの着氷が乱れたものの、演技構成点は全体トップとなるなどシーズンベストの73.07点で4位発進。フリーでは冒頭の4回転トウループでダウングレード判定で転倒し、3回転フリップでステップアウトするなどミスが続いて129.72点、総合ではシーズンベストの202.79点で5位となった。

#### 2020–21シーズン
新型コロナウイルスの感染拡大に伴い、日本選手のチャレンジャーシリーズへの派遣が中止となったため、坂本を含めた国内を拠点とする日本選手は、国内ブロック大会に出場することとなった。今シーズンの初戦となった、近畿ブロックでは、参考記録ながら、218.35点という自己ベストに迫る点数で優勝し、復活を印象付けた。西日本選手権でも優勝し、全日本選手権の出場を決めた。グランプリシリーズは、コロナウイルスの影響により、ISU非公認という形で1試合のみのエントリーとなった。出場したNHK杯では、ショートプログラムで連続3回転のコンビネーションを演技後半にし、単独ジャンプをループから苦手なルッツに難易度を上げた構成をノーミスで滑りトップに立つ。フリーもミスのない演技を披露し、参考記録ながら自己ベストとなる153.91点という高いスコアをマーク。2位に30点近い差をつけて優勝を果たした。2年ぶりの優勝を賭けた全日本選手権では、ショートプログラムでコンビネーションジャンプの2本目が2回転になってしまうが、2位につけた。フリーでは、大きなミスなく滑りきったものの、4サルコウを着氷させて優勝した紀平には及ばなかったものの、総合では220点を超えるハイスコアで2年ぶりの表彰台と、世界選手権代表を手に入れた。2年ぶり2度目の出場となった世界選手権では、ショートプログラム・フリー共に大きなミス無く演技をまとめたが、ルッツでエッジエラーを取られるなど得点が伸びず、総合207.80点で6位となった。

#### 2021–22シーズン：北京オリンピック銅メダル、世界選手権初優勝
シーズン序盤は、フリープログラムに苦戦した。アジアンオープントロフィーでは、ショートプログラムで自己ベストに迫る演技をするものの、フリーではジャンプのミスが相次いで2位となる。近畿選手権では優勝はしたが、フリーでまたしてもジャンプのミスが相次いだ。2年ぶりの通常開催となったグランプリシリーズの1戦目スケートアメリカでは、ショートプログラムで連続ジャンプの1本目が2回転になり、4位と出遅れる。フリーではシーズンで初めてジャンプを全て決めてシーズンベストを更新した。2戦目のNHK杯では総合でも223.34点で優勝を果たした。結果的にロシア選手以外で唯一のグランプリファイナル進出者となったが、同大会は新型コロナウイルスの影響で中止となった。北京オリンピック最終選考会の全日本選手権では、参考記録ながらショートプログラム・フリーともに自己ベストを上回り、2位に10点以上の差をつけて完全優勝。2大会連続となるオリンピック代表、世界選手権代表に選出された。
2022年北京オリンピックの団体戦フリーでは、148.66点のシーズンベストを出して2位に入り、日本初の団体銅メダルに貢献した。個人戦ではショートプログラムで全ての要素に3以上の加点がつく完璧な演技を披露し、自己ベストを更新する79.84点を記録し3位につける。フリーでも1つのマイナスもつかない演技を披露して153.29点と自己ベストを更新し3位、合計得点は日本女子史上歴代最高の233.13点で総合3位、銅メダルを獲得した。フィギュアスケート日本女子では4人目の五輪メダリストとなった。
北京五輪から1ヶ月後にフランスのモンペリエで開催された世界選手権では、ロシアによるウクライナへの軍事侵攻によってロシア勢が不参加となる中、優勝の本命とされた。ショートプログラムで日本女子2人目となる80点超えの80.32点の自己ベストで首位に立つと、フリーでも自己ベストを更新する155.77点を叩き出し、2位に20点近い差をつける総合236.09点で優勝。日本女子としては2014年の浅田真央以来となる世界女王の座に輝いた。なお総合236.09点は世界歴代6位の記録でロシア勢を除いた女子の歴代最高の得点である。また、3回転アクセル以上のジャンプを実施しない構成の演技としてはロシアのアリーナ・ザギトワの238.43点に次ぐ世界歴代2位の記録である（2022年3月25日現在）。

#### 2022–23シーズン：世界選手権2連覇
先シーズンまでタッグを組んでいたブノワ・リショーと離れ、新たにショートプログラムの振付をロヒーン・ワード、フリーの振付をマリー＝フランス・デュブレイユに依頼、4年後のミラノオリンピックに向けて新境地に挑んだ。グランプリシリーズはスケートアメリカ、NHK杯の2戦にアサイン。スケートアメリカは、ショートプログラム・フリーともに1位で、海外開催のグランプリシリーズでは初の頂点に立った。この結果により、10月23日付の世界ランキングで1位となった。NHK杯では2位に入り、グランプリファイナルへ駒を進めた。グランプリファイナルではショートプログラムでトップに立つも、フリーではミスが響き最下位、総合で5位に順位を落とした。
全日本選手権では非公認ながらシーズン世界最高得点を更新し、2年連続自身3度目の優勝を果たした。さいたまで行われた世界選手権では、ショートプログラムでシーズンベストを更新し首位発進。フリーでは後半の3回転フリップからの連続ジャンプが1回転フリップ-3回転トウループになるミスが出るも、結果はフリーで2位、総合1位となり、男女通して日本選手史上初の世界選手権連覇を成し遂げた。

#### 2023–24シーズン：キャリアグランドスラム達成、世界選手権3連覇

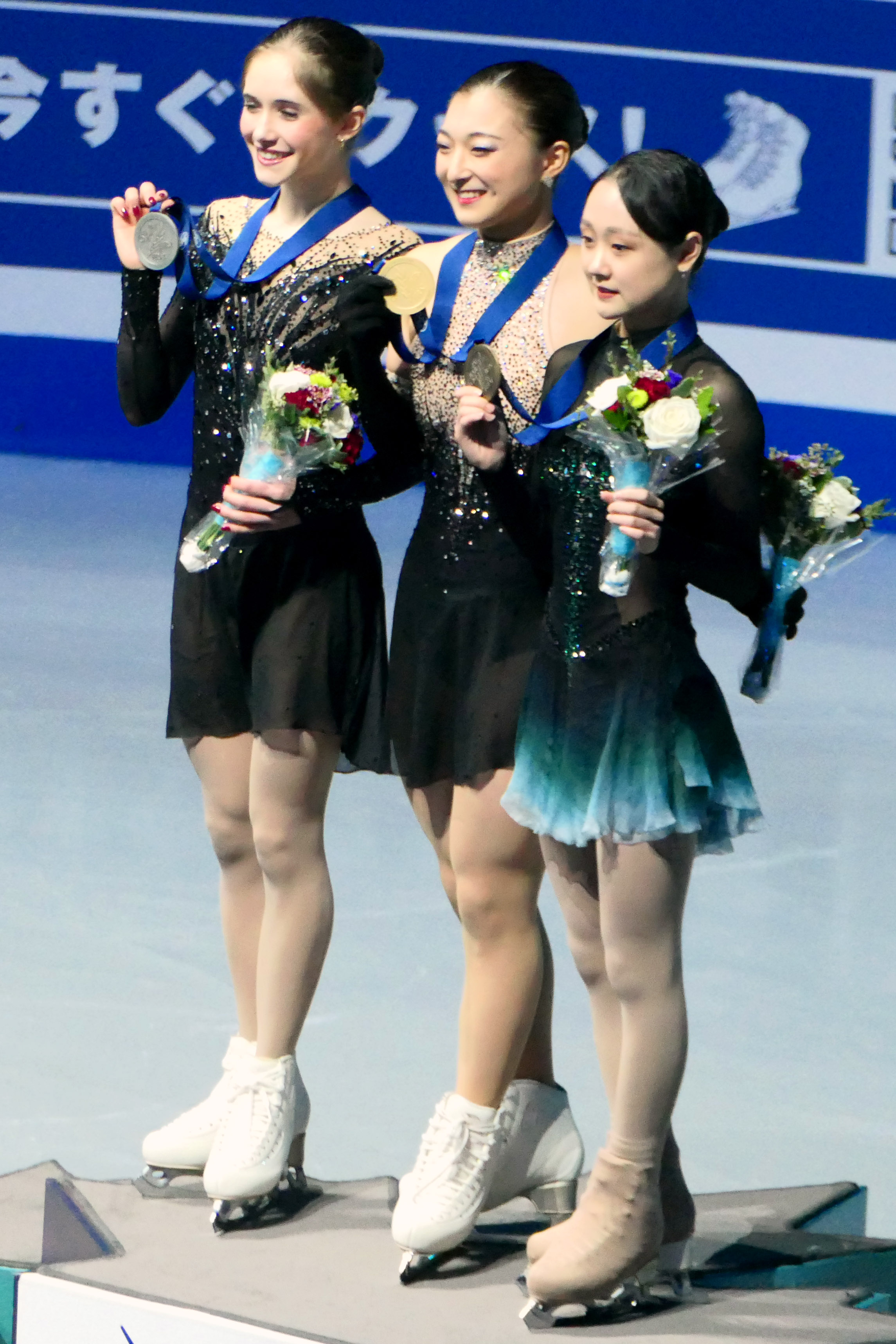
2024年世界選手権の表彰式

ジャパンオープンではフリースケーティングを滑り150点に迫る高得点を叩き出し、日本チームの連覇に貢献した。グランプリシリーズ初戦のスケートカナダでは、2位に25点差をつける総合得点226.13点で優勝。2戦目のエスポーグランプリでも優勝し、グランプリファイナル進出を決めた。グランプリファイナルでは、ショートプログラム・フリースケーティングともに1位の総合225.70点で初優勝を飾り、これにより坂本は日本女子で2人目となるキャリアグランドスラムを達成した。
全日本選手権では大会直前に体調を崩したものの、非公認ながらシーズン世界最高得点を記録し、3年連続自身4度目の優勝を果たした。2月下旬に出場したチャレンジカップでは2連覇を達成。しかし、大会後にはインフルエンザにかかり、筋肉が落ちてしまったという。3月にモントリオールで行われた世界選手権では、ショートプログラムで3回転ルッツの着氷が乱れ、首位のルナ・ヘンドリックスと3.69点差の73.29点で4位発進となる。フリースケーティングでは全てのジャンプを着氷し149.67点、総合222.96点を記録し、女子シングルでは1968年大会のペギー・フレミング以来56年ぶりとなる3連覇を達成した。3度の世界選手権優勝は日本女子では浅田真央に並ぶ最多タイ記録となった。
2024年4月24日、令和6年度の特別強化選手に承認され、2023～24年シーズンの最優秀選手に相当するJOC（日本オリンピック委員会）杯に2度目の選出をされた。

#### 2024–25シーズン
2024年10月25日、今季GP初戦となる第2戦カナダでSPで今季自己ベストとなる74.97点で首位発進。フリーでは2度の転倒も2位の126.24点で合計201.21点とし、大会連覇を飾り、ファイナルを含めて出場したGPシリーズを4連勝とした。11月8日・9日のグランプリシリーズ第4戦日本のNHK杯でショート78.93点、フリー152.95点とともに今季世界最高得点となる1位で合計も今季世界最高の231.88点で3年ぶりに優勝し、GP5連勝で通算8勝目としてファイナルへの進出を決定した。
2025年6月20日、2025–26シーズン限りでの現役引退を表明した。

## 技術・演技
アクセルを除く5種類の3回転ジャンプを跳ぶことができる。コンビネーションジャンプは、3回転フリップ-3回転トウループ、2回転アクセル-3回転トウループ-2回転トウループを跳ぶことが多い。ルッツジャンプを苦手としており、踏切エラーで減点されることがある。また、本人によればサルコウジャンプを苦手としている。
幅・高さ・着氷後の流れがあるダイナミックなジャンプを得意としており、多くの加点を期待できる。また、3回転アクセルを試合で組み込む構想についても言及している。

## 競技成績

### ISUパーソナルベストスコア
- SP - ショートプログラム、FS - フリースケーティング
- TSS - 部門内合計得点（英: Total segment score）は太字
- TES - 技術要素点（英: Technical element score）、PCS - 演技構成点（英: Program component score）

| 部門 | 種類 | 得点   | 大会             |
| ---- | ---- | ------ | ---------------- |
| 総合 | TSS  | 236.09 | 2022年世界選手権 |
| SP   | TSS  | 80.32  | 2022年世界選手権 |
| SP   | TES  | 43.25  | 2022年世界選手権 |
| SP   | PCS  | 37.07  | 2022年世界選手権 |
| FS   | TSS  | 155.77 | 2022年世界選手権 |
| FS   | TES  | 80.10  | 2022年世界選手権 |
| FS   | PCS  | 76.20  | 2024年NHK杯      |

| 部門 | 種類 | 得点   | 大会                   |
| ---- | ---- | ------ | ---------------------- |
| 総合 | TSS  | 214.21 | 2018年四大陸選手権     |
| SP   | TSS  | 73.18  | 2018年平昌オリンピック |
| SP   | TES  | 40.36  | 2018年平昌オリンピック |
| SP   | PCS  | 32.82  | 2018年平昌オリンピック |
| FS   | TSS  | 142.87 | 2018年四大陸選手権     |
| FS   | TES  | 74.78  | 2018年四大陸選手権     |
| FS   | PCS  | 68.11  | 2018年平昌オリンピック |

### 主な戦績
- 数字は個人戦における個人順位および団体戦におけるチーム順位
- GP - ISUグランプリシリーズ
- CS - ISUチャレンジャーシリーズ

| 大会名                | 2017–18 | 2018–19   | 2019–20 | 2020–21   | 2021–22   | 2022–23   | 2023–24 | 2024–25   | 2025–26 |
| --------------------- | ------- | --------- | ------- | --------- | --------- | --------- | ------- | --------- | ------- |
| オリンピック          | 6位     |           |         |           | 3位       |           |         |           |         |
| 世界選手権            |         | 5位       |         | 6位       | 1位       | 1位       | 1位     | 2位       |         |
| 四大陸選手権          | 1位     | 4位       | 5位     |           |           |           |         |           |         |
| GP ファイナル         |         | 4位       |         |           |           | 5位       | 1位     | 3位       |         |
| GP NHK杯              |         |           |         | 1位       | 1位       | 2位       |         | 1位       | TBD     |
| GP エスポーグランプリ |         |           |         |           |           |           | 1位     |           |         |
| GP ロステレコム杯     | 5位     |           |         |           |           |           |         |           |         |
| GP フランス杯         |         |           | 4位     |           |           |           |         |           | TBD     |
| GP スケートアメリカ   | 2位     | 2位       | 4位     |           | 4位       | 1位       |         |           |         |
| GP スケートカナダ     |         |           |         |           |           |           | 1位     | 1位       |         |
| GP ヘルシンキ         |         | 3位       |         |           |           |           |         |           |         |
| CS USクラシック       | 4位     |           |         |           |           |           |         |           |         |
| CS ロンバルディア杯   |         | 4位       |         |           |           | 2位       |         | 3位       |         |
| CS ネペラ杯           |         |           | 2位     |           |           |           |         |           |         |
| CS オータムクラシック |         |           |         |           |           |           | 1位     |           |         |
| 冬季ユニバーシアード  |         |           |         |           |           | 2位       |         |           |         |
| アジア冬季競技大会    |         |           |         |           |           |           |         | 2位       |         |
| チャレンジカップ      |         |           |         |           |           | 1位       | 1位     |           |         |
| アジアフィギュア杯    | 1位     |           |         |           | 2位       |           |         |           |         |
| プランタン杯          | 2位     |           |         |           |           |           |         |           |         |
| オリンピック団体戦    | 5位     |           |         |           | 2位 (2位) |           |         |           |         |
| 世界国別対抗戦        |         | 2位 (3位) |         | 3位 (2位) |           | 3位 (2位) |         | 2位 (2位) |         |
| 全日本選手権          | 2位     | 1位       | 6位     | 2位       | 1位       | 1位       | 1位     | 1位       |         |

- JGP - ISUジュニアグランプリシリーズ
- J - ジュニアクラス
- N - ノービスクラス、A - ノービスAクラス、B - ノービスBクラス

| 大会名                   | 2010–11 | 2011–12 | 2012–13 | 2013–14 | 2014–15 | 2015–16 | 2016–17 |
| ------------------------ | ------- | ------- | ------- | ------- | ------- | ------- | ------- |
| ユースオリンピック       |         |         |         |         |         | 6位     |         |
| 世界ジュニア選手権       |         |         |         |         | 6位     |         | 3位     |
| JGP ファイナル           |         |         |         |         |         |         | 3位     |
| JGP 横浜                 |         |         |         |         |         |         | 1位     |
| JGP サン・ジェルヴェ     |         |         |         |         |         |         | 2位     |
| JGP コペルニクススターズ |         |         |         |         |         | 4位     |         |
| JGP リガ杯               |         |         |         |         |         | 2位     |         |
| JGP メ～テレ杯           |         |         |         |         | 7位     |         |         |
| JGP チェコスケート       |         |         |         | 6位     |         |         |         |
| チャレンジカップ         |         |         |         | 1位 J   |         |         |         |
| アジアフィギュア杯       |         |         |         | 1位 J   |         | 3位     |         |
| トリグラフトロフィー     |         |         | 2位 N   |         |         |         |         |
| 全日本選手権             |         |         |         | 15位    | 6位     | 13位    | 7位     |
| 全日本ジュニア選手権     |         |         | 9位     | 6位     | 2位     | 5位     | 1位     |
| 全日本ノービス選手権     | 24位 B  | 5位 A   | 1位 A   |         |         |         |         |

### 詳細
| 2024-2025 シーズン    |                                                               |         |          |                 |
| 開催日                | 大会名                                                        | SP      | FS       | 結果            |
| 2025年4月17日 - 20日  | 2025年世界フィギュアスケート国別対抗戦（東京）                | 2 75.54 | 3 145.00 | 2 団体 (220.54) |
| 2025年3月25日 - 30日  | 2025年世界フィギュアスケート選手権（ボストン）                | 5 71.03 | 2 146.95 | 2 217.98        |
| 2025年2月7日 - 14日   | 2025年アジア冬季競技大会（ハルビン）                          | 1 75.03 | 2 136.87 | 2 211.90        |
| 2024年12月19日 - 22日 | 第93回全日本フィギュアスケート選手権（門真）                  | 1 78.92 | 1 149.76 | 1 228.68        |
| 2024年12月5日 - 8日   | 2024/2025 ISUグランプリファイナル（グルノーブル）             | 4 63.98 | 3 137.15 | 3 201.13        |
| 2024年11月8日 - 10日  | ISUグランプリシリーズ NHK杯（東京）                           | 1 78.93 | 1 152.95 | 1 231.88        |
| 2024年10月25日 - 27日 | ISUグランプリシリーズ スケートカナダ（ハリファックス）        | 1 74.97 | 2 126.24 | 1 201.21        |
| 2024年9月13日 - 15日  | ISUチャレンジャーシリーズロンバルディアトロフィー（ベルガモ） | 2 73.53 | 4 126.41 | 3 199.94        |

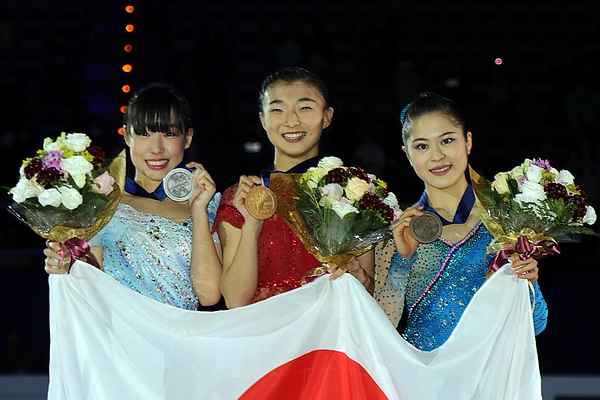
2018年四大陸選手権金メダル

| 2023-2024 シーズン    |                                                       |         |          |          |
| 開催日                | 大会名                                                | SP      | FS       | 結果     |
| 2024年3月18日 - 24日  | 2024年世界フィギュアスケート選手権（モントリオール）  | 4 73.29 | 1 149.67 | 1 222.96 |
| 2024年2月22日 - 25日  | チャレンジカップ 2024（ティルブルフ）                 | 2 67.76 | 1 144.67 | 1 212.43 |
| 2023年12月20日 - 24日 | 第92回全日本フィギュアスケート選手権（長野）          | 1 78.78 | 1 154.34 | 1 233.12 |
| 2023年12月7日 - 10日  | 2023/2024 ISUグランプリファイナル（北京）             | 1 77.35 | 1 148.35 | 1 225.70 |
| 2023年11月17日 - 19日 | ISUグランプリシリーズ エスポーグランプリ（エスポー）  | 1 69.69 | 1 135.52 | 1 205.21 |
| 2023年10月27日 - 29日 | ISUグランプリシリーズ スケートカナダ（バンクーバー ） | 1 75.13 | 1 151.00 | 1 226.13 |

| 2022-2023 シーズン    |                                                                |         |          |                 |
| 開催日                | 大会名                                                         | SP      | FS       | 結果            |
| 2023年4月13日 - 16日  | 2023年世界フィギュアスケート国別対抗戦（東京）                 | 2 72.69 | 2 145.75 | 3 団体 (218.44) |
| 2023年3月20日 - 26日  | 2023年世界フィギュアスケート選手権（さいたま）                 | 1 79.24 | 2 145.37 | 1 224.61        |
| 2023年2月23日 - 26日  | チャレンジカップ 2023（ティルブルフ）                          | 1 76.85 | 1 151.50 | 1 228.35        |
| 2023年01月12日 - 22日 | FISU冬季ワールドユニバーシティーゲームズ（レークプラシッド）   | 1 78.40 | 2 139.02 | 2 217.42        |
| 2022年12月21日 - 25日 | 第91回全日本フィギュアスケート選手権（門真）                   | 1 77.79 | 1 155.76 | 1 233.05        |
| 2022年12月8日 - 11日  | 2022/2023 ISUグランプリファイナル（トリノ）                    | 1 75.86 | 6 116.70 | 5 192.56        |
| 2022年11月18日 - 20日 | ISUグランプリシリーズ NHK杯（札幌）                            | 2 68.07 | 1 133.80 | 2 201.87        |
| 2022年10月21日 - 23日 | ISUグランプリシリーズ スケートアメリカ（ノーウッド）           | 1 71.72 | 1 145.89 | 1 217.61        |
| 2022年10月8日         | ジャパンオープン2022（さいたま）                               | -       | 1 146.66 | 1 団体          |
| 2022年9月15日 - 18日  | ISUチャレンジャーシリーズ ロンバルディアトロフィー（ベルガモ） | 1 72.93 | 2 132.40 | 2 205.33        |

| 2021-2022 シーズン    |                                                      |         |          |          |
| 開催日                | 大会名                                               | SP      | FS       | 結果     |
| 2022年3月21日 - 27日  | 2022年世界フィギュアスケート選手権（モンペリエ）     | 1 80.32 | 1 155.77 | 1 236.09 |
| 2022年2月4日 - 20日   | 北京オリンピック（北京）                             | 2 79.84 | 3 153.29 | 3 233.13 |
| 2022年2月4日 - 7日    | 北京オリンピック 団体戦（北京）                      | -       | 2 148.66 | 2 団体   |
| 2021年12月22日 - 26日 | 第90回全日本フィギュアスケート選手権（さいたま）     | 1 79.23 | 1 154.83 | 1 234.06 |
| 2021年11月12日 - 14日 | ISUグランプリシリーズ NHK杯（東京）                  | 1 76.56 | 1 146.78 | 1 223.34 |
| 2021年10月22日 - 24日 | ISUグランプリシリーズ スケートアメリカ（ラスベガス） | 4 71.16 | 3 144.77 | 4 215.93 |
| 2021年10月13日 - 17日 | 2021年アジアフィギュア杯（北京）                     | 1 76.70 | 2 125.58 | 2 202.28 |

| 2020-2021 シーズン    |                                                      |         |          |                  |
| 開催日                | 大会名                                               | SP      | FS       | 結果             |
| 2021年4月15日 - 18日  | 2021年世界フィギュアスケート国別対抗戦（大阪）       | 3 77.78 | 2 150.29 | 3 団体 （228.07) |
| 2021年3月22日 - 28日  | 2021年世界フィギュアスケート選手権（ストックホルム） | 6 70.38 | 5 137.42 | 6 207.80         |
| 2020年12月24日 - 27日 | 第89回全日本フィギュアスケート選手権（長野）         | 2 71.86 | 2 150.31 | 2 222.17         |

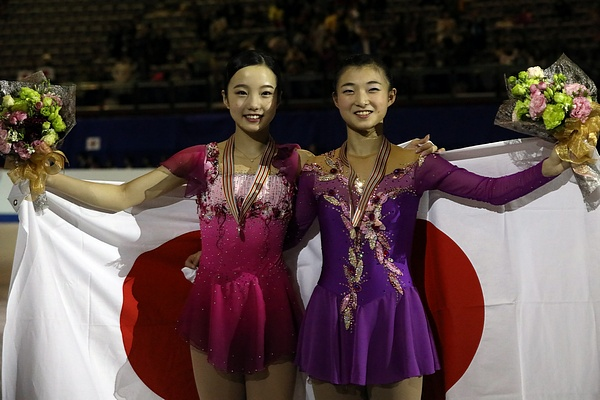
2017年世界ジュニア選手権銅メダル

| 2020年11月27日 - 29日 | 2020年NHK杯国際フィギュアスケート競技大会（門真）    | 1 75.60 | 1 153.91 | 1 229.51         |

| 2019-2020 シーズン    |                                                        |         |          |          |
| 開催日                | 大会名                                                 | SP      | FS       | 結果     |
| 2020年2月4日 - 9日    | 2020年四大陸フィギュアスケート選手権（ソウル）         | 4 73.07 | 8 129.72 | 5 202.79 |
| 2019年12月19日 - 22日 | 第88回全日本フィギュアスケート選手権（東京）           | 3 69.95 | 7 118.31 | 6 188.26 |
| 2019年11月1日 - 3日   | ISUグランプリシリーズ フランス国際（グルノーブル）     | 6 64.08 | 4 135.16 | 4 199.24 |
| 2019年10月18日 - 20日 | ISUグランプリシリーズ スケートアメリカ（ラスベガス）   | 2 73.25 | 4 129.22 | 4 202.47 |
| 2019年9月19日 - 21日  | ISUチャレンジャーシリーズ ネペラ記念（ブラチスラヴァ） | 4 59.97 | 2 134.45 | 2 194.42 |

| 2018-2019 シーズン    |                                                                |         |          |                   |
| 開催日                | 大会名                                                         | SP      | FS       | 結果              |
| 2019年4月11日 - 14日  | 2019年世界フィギュアスケート国別対抗戦（福岡）                 | 3 76.95 | 3 146.70 | 2 団体 （223.65） |
| 2019年3月18日 - 24日  | 2019年世界フィギュアスケート選手権（さいたま）                 | 2 76.86 | 5 145.97 | 5 222.83          |
| 2019年2月4日 - 10日   | 2019年四大陸フィギュアスケート選手権（アナハイム）             | 2 73.36 | 4 133.43 | 4 206.79          |
| 2018年12月20日 - 24日 | 第87回全日本フィギュアスケート選手権（門真）                   | 2 75.65 | 2 152.36 | 1 228.01          |
| 2018年12月6日 - 9日   | 2018/2019 ISUグランプリファイナル（バンクーバー）              | 4 70.23 | 4 141.45 | 4 211.68          |
| 2018年11月2日 - 4日   | ISUグランプリシリーズ グランプリヘルシンキ（ヘルシンキ）       | 7 57.26 | 2 140.16 | 3 197.42          |
| 2018年10月19日 - 21日 | ISUグランプリシリーズ スケートアメリカ（エバレット）           | 2 71.29 | 2 142.61 | 2 213.90          |
| 2018年10月6日         | 2018年ジャパンオープン（さいたま）                             |         | 2 130.28 | 1 団体            |
| 2018年9月12日 - 16日  | ISUチャレンジャーシリーズ ロンバルディアトロフィー（ベルガモ） | 9 49.91 | 2 130.94 | 4 180.85          |

| 2017-2018 シーズン    |                                                                               |         |          |          |
| 開催日                | 大会名                                                                        | SP      | FS       | 結果     |
| 2018年3月16日 - 18日  | 2018年プランタン杯（ルクセンブルク）                                          | 1 73.27 | 2 129.29 | 2 202.56 |
| 2018年2月9日 - 25日   | 平昌オリンピック（平昌）                                                      | 5 73.18 | 6 136.53 | 6 209.71 |
| 2018年2月9日 - 25日   | 平昌オリンピック 団体戦（平昌）                                               |         | 5 131.91 | 5 団体   |
| 2018年1月22日 - 27日  | 2018年四大陸フィギュアスケート選手権（台北）                                  | 2 71.34 | 1 142.87 | 1 214.21 |
| 2017年12月20日 - 24日 | 第86回全日本フィギュアスケート選手権（調布）                                  | 1 73.59 | 4 139.92 | 2 213.51 |
| 2017年11月24日 - 26日 | ISUグランプリシリーズ スケートアメリカ（レークプラシッド）                    | 2 69.40 | 2 141.19 | 2 210.59 |
| 2017年10月20日 - 22日 | ISUグランプリシリーズ ロステレコム杯（モスクワ）                              | 4 68.88 | 5 125.12 | 5 194.00 |
| 2017年9月13日 - 17日  | ISUチャレンジャーシリーズUSインターナショナルクラシック（ソルトレイクシティ） | 5 56.82 | 4 112.30 | 4 169.12 |
| 2017年8月2日 - 5日    | 2017年アジアフィギュア杯（香港）                                              | 1 63.70 | 1 112.41 | 1 176.11 |

| 2016-2017 シーズン    |                                                            |         |          |          |
| 開催日                | 大会名                                                     | SP      | FS       | 結果     |
| 2017年3月13日 - 19日  | 2017年世界ジュニアフィギュアスケート選手権（台北）         | 3 67.78 | 3 127.76 | 3 195.54 |
| 2016年12月22日 - 25日 | 第85回全日本フィギュアスケート選手権（門真）               | 6 63.36 | 9 120.64 | 7 184.06 |
| 2016年12月8日 - 11日  | 2016/2017 ISUジュニアグランプリファイナル（マルセイユ）    | 3 64.48 | 4 111.85 | 3 176.33 |
| 2016年11月18日 - 20日 | 第85回全日本フィギュアスケートジュニア選手権（札幌）       | 1 67.45 | 2 124.52 | 1 191.97 |
| 2016年9月9日 - 11日   | ISUジュニアグランプリ 横浜（横浜）                         | 1 65.66 | 2 122.15 | 1 187.81 |
| 2016年8月24日 - 27日  | ISUジュニアグランプリ サン・ジェルヴェ（サン・ジェルヴェ） | 2 64.12 | 2 114.74 | 2 178.86 |

| 2015-2016 シーズン    |                                                            |          |           |           |
| 開催日                | 大会名                                                     | SP       | FS        | 結果      |
| 2016年2月12日 - 21日  | リレハンメルユースオリンピック（ハーマル）                 | 5 56.25  | 6 98.98   | 6 155.23  |
| 2015年12月24日 - 27日 | 第84回全日本フィギュアスケート選手権（札幌）               | 17 53.90 | 12 111.60 | 13 165.50 |
| 2015年11月21日 - 23日 | 第84回全日本フィギュアスケートジュニア選手権（ひたちなか） | 5 58.96  | 6 111.76  | 5 170.72  |
| 2015年9月23日 - 27日  | ISUジュニアグランプリ コペルニクススターズ（トルン）       | 3 56.89  | 4 101.55  | 4 158.44  |
| 2015年8月26日 - 30日  | ISUジュニアグランプリ リガ杯（リガ）                       | 3 58.75  | 2 112.20  | 2 170.95  |
| 2015年8月5日 - 8日    | 2015年アジアフィギュア杯（バンコク）                       | 3 39.64  | 3 99.36   | 3 139.00  |

| 2014-2015 シーズン    |                                                      |         |          |          |
| 開催日                | 大会名                                               | SP      | FS       | 結果     |
| 2015年3月2日 - 8日    | 2015年世界ジュニアフィギュアスケート選手権（タリン） | 4 58.72 | 6 107.53 | 6 166.25 |
| 2014年12月25日 - 28日 | 第83回全日本フィギュアスケート選手権（長野）         | 7 57.81 | 6 109.65 | 6 167.46 |
| 2014年11月22日 - 24日 | 第83回全日本フィギュアスケートジュニア選手権（新潟） | 4 57.35 | 3 111.47 | 2 168.82 |
| 2014年9月11日 - 14日  | ISUジュニアグランプリ メ～テレ杯（長久手）           | 6 52.70 | 7 93.46  | 7 146.16 |

| 2013-2014 シーズン    |                                                        |         |          |           |
| 開催日                | 大会名                                                 | SP      | FS       | 結果      |
| 2014年3月6日 - 9日    | 2014年チャレンジカップ ジュニアクラス（ハーグ）        | 1 54.98 | 2 98.89  | 1 153.87  |
| 2013年12月20日 - 23日 | 第82回全日本フィギュアスケート選手権（さいたま）       | 9 56.29 | 16 95.56 | 15 151.85 |
| 2012年11月22日 - 24日 | 第82回全日本フィギュアスケートジュニア選手権（名古屋） | 8 47.14 | 4 101.64 | 6 148.78  |
| 2013年10月2日 - 6日   | ISUジュニアグランプリ チェコスケート（オストラヴァ）   | 7 52.80 | 6 93.69  | 6 146.49  |
| 2013年8月8日 - 11日   | 2013年アジアフィギュア杯 ジュニアクラス（バンコク）    | 1 53.20 | 1 102.28 | 1 155.48  |

| 2012-2013 シーズン    |                                                         |          |         |          |
| 開催日                | 大会名                                                  | SP       | FS      | 結果     |
| 2013年3月27日 - 31日  | 2013年トリグラフトロフィー ノービスクラス（スロベニア） | 2 37.64  | 2 77.51 | 2 115.15 |
| 2012年11月16日 - 18日 | 第81回全日本フィギュアスケートジュニア選手権（西東京）  | 13 46.56 | 7 92.96 | 9 139.52 |
| 2012年10月26日 - 28日 | 第16回全日本ノービス選手権 Aクラス（京都市）            |          | 1 90.28 | 1 90.28  |

| 2011-2012 シーズン    |                                                |    |         |         |
| 開催日                | 大会名                                         | SP | FS      | 結果    |
| 2011年10月28日 - 30日 | 第16回全日本ノービス選手権 Aクラス（西東京市） |    | 5 73.95 | 5 73.95 |

| 2010-2011 シーズン    |                                              |    |          |          |
| 開催日                | 大会名                                       | SP | FS       | 結果     |
| 2010年10月29日 - 31日 | 第16回全日本ノービス選手権 Bクラス（千葉市） |    | 24 47.71 | 24 47.71 |

## プログラム使用曲
| シーズン | ショートプログラム | フリースケーティング | エキシビション |
| -------- | --- | --- | --- |
| 2024–25  | Resurrección del Ángel La muerte del Ángel 作曲：ギドン・クレーメル 振付：ロヒーン・ワード                                     | ミュージカル『シカゴ』より「オール・ザット・ジャズ」 振付：マリー＝フランス・デュブレイユ                                                                         | |
| 2023–24  | Baby, God Bless You 曲：清塚信也 振付：ジェフリー・バトル                                                                      | Wild is the Wind/Feeling Good 振付：マリー＝フランス・デュブレイユ                                                                                                | Trampoline 曲：SHAED, ZAYN 振付： Elastic Heart 曲：シーア 振付：マリー＝フランス・デュブレイユ |
| 2022–23  | Rock With U / Feedback 曲：ジャネット・ジャクソン 振付：ロヒーン・ワード                                                       | Elastic Heart 曲：シーア 振付：マリー＝フランス・デュブレイユ | Love Shack 曲：The B-52's タンゴ・アモーレ 曲：エドウィン・マートン 振付：佐藤操 Heart Upon My Sleeve 曲：アヴィーチー & イマジン・ドラゴンズ 振付：佐藤有香                                                           |
| 2021–22  | 映画『グラディエーター』 サウンドトラックより Now We Are Free 歌：リサ・ジェラルド 作曲：ハンス・ジマー 振付：ブノワ・リショー | ドキュメンタリー映画『WOMAN』より No More Fight Left In Me 歌：イマニー 映画『ダイバージェント』より Tris 曲：ハンス・ジマー／ジャンキーXL 振付：ブノワ・リショー | タンゴ・アモーレ 曲：エドウィン・マートン 振付：佐藤操 Lose You to Love Me 歌：セレーナ・ゴメス 振付：ブノワ・リショー                                                                                                 |
| 2020–21  | バッハ・ア・ラ・ジャズ 振付：ブノワ・リショー                                                                                  | 映画『マトリックス』 サウンドトラックより 作曲：ドン・デイヴィス 振付：ブノワ・リショー                                                                           | 映画『ロシュフォールの恋人たち』より 曲：ミシェル・ルグラン |
| 2019–20  | No Roots 曲：アリス・マートン 振付：シェイ＝リーン・ボーン                                                                     | 映画『マトリックス』 サウンドトラックより 作曲：ドン・デイヴィス 振付：ブノワ・リショー                                                                           | 迅 曲：月詠-TSUKUYOMI- 振付：佐藤操 |
| 2018–19  | From my first moment ボーカル：シャルロット・チャーチ 振付：デヴィッド・ウィルソン                                             | 映画『ピアノ・レッスン』より 作曲：マイケル・ナイマン Wild Side 作曲：ロベルト・カッチャパーリア 振付：ブノワ・リショー                                           | ママには内緒よ ミュージカル『キャバレー』より ボーカル：ウエスト・エンド・オーケストラ＆シンガーズ愛のシャリオ 映画『天使にラブ・ソングを…』より ボーカル：ウーピー・ゴールドバーグ迅 曲：月詠-TSUKUYOMI- 振付：佐藤操 |
| 2017–18  | 月光 作曲：ルートヴィヒ・ヴァン・ベートーヴェン 振付：ブノワ・リショー死の舞踏 作曲：カミーユ・サン＝サーンス 振付：宮本賢二   | アメリ 作曲：ヤン・ティルセン 振付：ブノワ・リショー | 映画『007 ダイヤモンドは永遠に』より ボーカル：シャーリー・バッシー 振付：川越正大 |
| 2016–17  | 映画『アーティスト』サウンドトラックより 作曲：ルドヴィック・ブールス 振付：マッシモ・スカリ                                   | メインテーマ 映画『カラーパープル』より 作曲：クインシー・ジョーンズ 振付：マッシモ・スカリ                                                                       | ブエノスアイレスの春 作曲：アストル・ピアソラ 振付：川越正大 |
| 2015–16  | マラゲーニャ 作曲：エルネスト・レクオーナ 振付：川越正大                                                                       | メインテーマ 映画『カラーパープル』より 作曲：クインシー・ジョーンズ 振付：マッシモ・スカリ                                                                       | 映画『007 ダイヤモンドは永遠に』より ボーカル：シャーリー・バッシー |
| 2014–15  | 黒い瞳 振付：川越正大 | ロメオとジュリエット 作曲：ピョートル・チャイコフスキー 振付：中野園子、川越正大、太田由希奈                                                                      | プレイヤー・イン・ザ・ナイト（サラバンド） 作曲：ゲオルク・フリードリヒ・ヘンデル |
| 2013–14  | ミュージカル『エニシング・ゴーズ』 作曲：コール・ポーター                                                                      | 映画『アラジン』より 作曲：アラン・メンケン | 映画『塔の上のラプンツェル』より 作曲：アラン・メンケン |

## 受賞歴
- 上月スポーツ賞（2017年[50]、2022年[50]、2023年[50]）
- 兵庫県スポーツ賞：特別選手賞（2022年[51]、2023年[52]、2024年[53]）
- 神戸市：神戸栄誉賞（2022年[54]）、スポーツ特別賞（2022年[55]、2023年[56]）
- JOC杯（2022年[57]、2024年[43]）
- 神戸新聞スポーツ賞（2022年[58]）
- 関西スポーツ賞（2023年[59]、2024年[60]）
- ビッグスポーツ特別賞（2022年[61]）
- JOCスポーツ賞：特別栄誉賞（2022年[62]、2024年[63]）
- 東京運動記者クラブ・スケート分科会「スケーター・オブ・ザ・イヤー」（2024年[43]）